# Odilon Redon
Odilon Redon, vlastním jménem Bertrand-Jean Redon, (22. dubna 1840 Bordeaux – 6. července 1916 Paříž) byl francouzský malíř, představitel symbolismu a dekadence ve výtvarném umění.

## Život
Narodil se Bertrandovi a Marii-Odile Redonovým 20. dubna 1840 v Bordeaux. Krátce před tím se jeho rodiče vrátili ze Spojených států, kde otec s malým úspěchem farmařil a kde se oženil s Redonovou matkou, Francouzkou, která pocházela z Louisiany. Její jméno Redon použil jako pseudonym. Vzhledem ke své slabé tělesné konstituci byl brzy po narození svěřen do péče kojné a následně svého strýce, který žil na rodinném statku Peyrelebade poblíž města Listrac-de-Durèze, asi 50 km na východ od Bordeaux. Život v přírodě a izolaci v něm probouzel bizarní a fantasmagorické obrazy, které se staly později podstatou jeho díla a které se dodnes nepodařilo plně vysvětlit. V 7 letech strávil se svou pěstounkou několik měsíců v Paříži, kde navštívil zdejší muzea. Zejména dramatické obrazy jej silně ovlivnily. Na venkově žil až do svých 11 let, kdy se v Bordeaux připojil k rodičům a začal chodit do školy. Jeho kresba byla oceněna dříve než začal číst. V roce 1855 zde začal navštěvovat kurzy malíře Stanislase Gorina. Ten v Redonovi podporoval jeho zanícení pro malířství a seznámil ho s díly Jeana-Francoise Milleta, Eugène Delacroixe, Camille Corota a Gustava Moreaua, který na něj měl ze jmenovaných malířů největší vliv i v budoucnu. V 17 letech na přání rodičů, jejichž starší syn byl architektem, se bez úspěchu pokusil o přijetí na studium architektury na pařížské École des Beaux-Arts. Na téže škole se roku 1864 přihlásil do ateliéru malíře Léona Gérôma. Po roce skončilo studium rozchodem, protože se Redon nechtěl nechat vtěsnat do schémat akademického malířství. Po návratu do Bordeaux se spřátelil s grafikem Rodolphem Bresdinem, který ho naučil grafickým technikám, zejména leptu a litografie. Pod vedením tohoto umělce vznikla série 11 leptů Brod, která byla vydána v r. 1866. Tato série byla inspirována orientálním a romantickým duchem děl Eugéna Delacroixe, kterého znal od vidění.

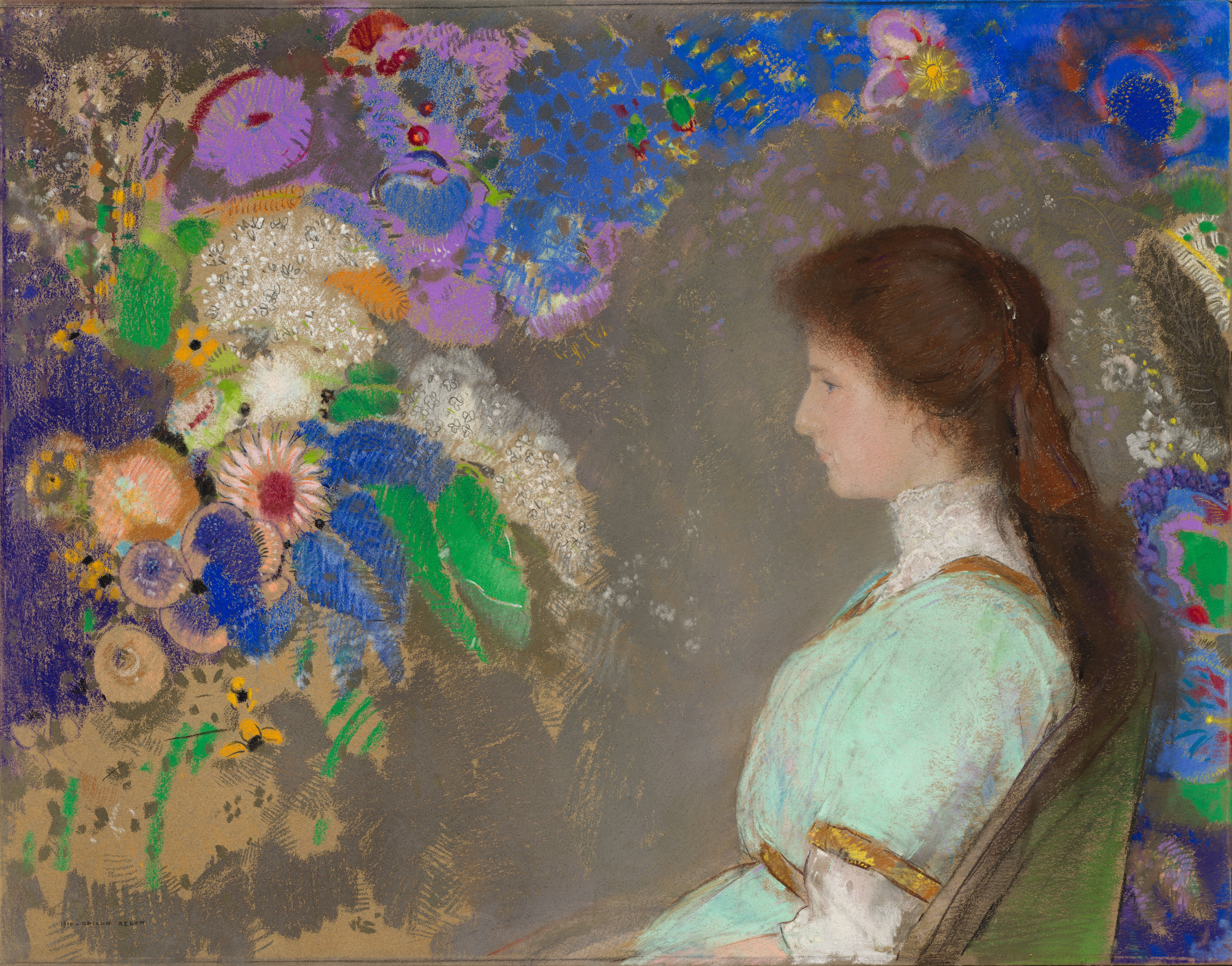
Portrét Violetty Heymannové, 1909 nebo 1910, pastel, 72×92 cm, The Cleveland Museum of Art

Roku 1867 byl jeho olej Roland v Roncevaux přijat na výstavu Salón v Bordeaux, která byla obdobou stejnojmenné pařížské výstavy. Malíř se ale rozhodl obraz nevystavit a v místních novinách La Gironde publikoval článek, v němž formuloval svůj postoj k soudobému malířství. Léto následujícího roku maloval v Barbizonu s malíři Barbizonské školy a seznámil se zde s Corotem. V roce 1870 byl v souvislosti s Prusko-francouzskou válkou mobilizován a účastnil se válečných akcí na řece Loiře poblíž Tours. Tento traumatizující zážitek se promítl v jeho tvorbě.

Od roku 1872 se stala jeho domovem Paříž, kde měl ateliér na Montparnassu, i když téměř každé léto jezdil do Peyrelebade. Jeho přítel Jules Boissé ho v Paříži uvedl do literárního salónu Berthe de Rayssac, kde se scházeli spisovatelé, hudebníci, malíři a vědci. Zde také poznal svou budoucí ženu, kreolku Camille Falte, kterou si vzal roku 1880. Na jaře 1875 opět maloval v Barbizonu. O tři roky později podnikl cestu do Belgie a Holandska, kde obdivoval hlavně díla Franse Halse a Rembrandta. V roce 1879 vydal své první album litografií s názvem Ve snu, které odráží snové, imaginární prožitky autora. 

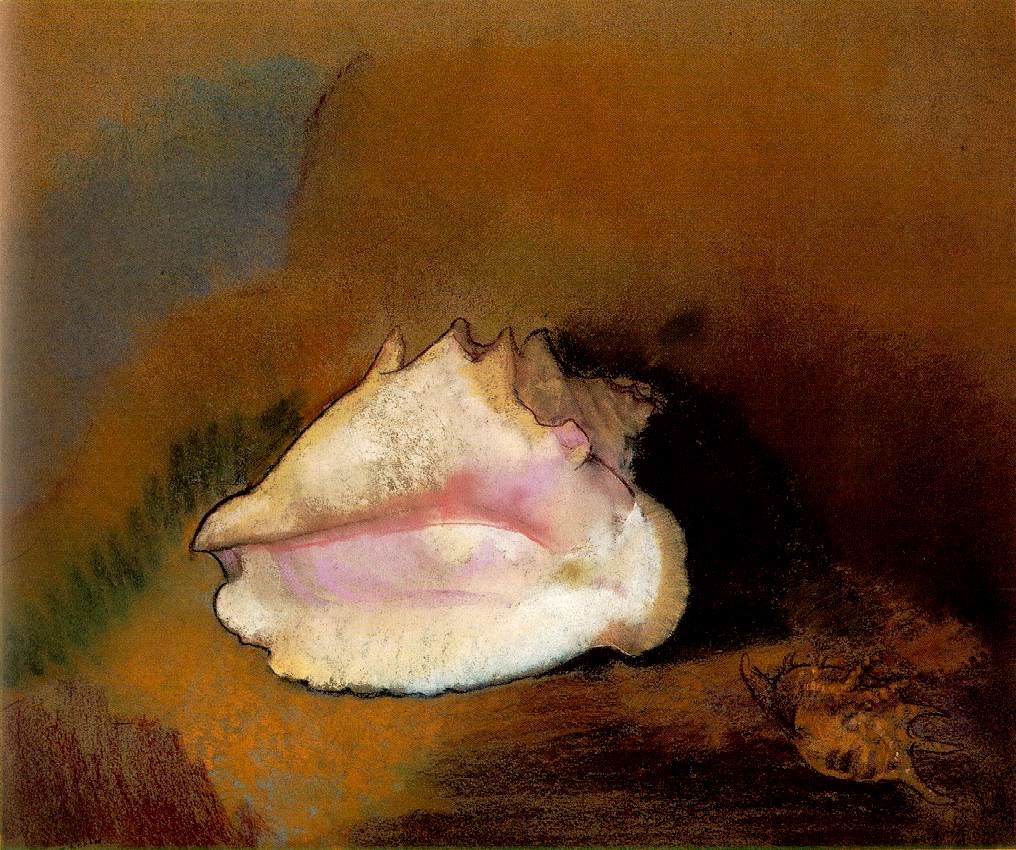
Mušle, 1912, pastel, 48×56 cm, Musée d'Orsay, Paříž

V roce 1881 uspořádal v redakčních místnostech novin La Vie Moderne první samostatnou výstavu svých uhlokreseb, ohlas byl mizivý. Rok nato vystavoval uhlokresby podruhé a při té příležitosti se spřátelil se spisovatelem Huysmansem, který ho roku 1883 seznámil se Stéphanem Mallarmém. V roce 1884 založilo asi 400 tvůrců, kterým nebyla přijata díla na každoroční oficiální výstavu Salón, Salón nezávislých umělců. Redon byl zvolen jeho prvním prezidentem. Na začátku roku 1886 vystavoval Redon spolu s Paulem Gauguinem v Bruselu na salónu avantgardní Skupiny XX a téhož roku na jaře se zúčastnil poslední, osmé výstavy impresionistů. Zřejmě z Mallarméova podnětu se roku 1889 zúčastnil první výstavy Společnosti malířů-grafiků v prestižní galerii Paula Durand-Ruela a sblížil se s malíři nazývajícími se Nabisté. Další výstava v téže galerii proběhla v roce 1894.
Na počátku 90 let se výrazně proměnila jeho barevná paleta. Opouští tóny černé, začíná používat pastel a olejové barvy. Barva dominuje v jeho dílech až do konce života.

Počátkem roku 1890 opět cestoval vystavovat do Bruselu, tentokrát ve společnosti Mallarméově. V té době se sblížil s Gauguinem. V roce 1895 navštívil Londýn. Prodělal také vážnou nemoc, která jeho další tvorbu ovlivnila. Těžce nesl vynucený prodej statku Peyrelebade, o němž rozhodli jeho bratři a kde strávil dětství. Roku 1897 zde prožil poslední léto. O dva roky později vystavoval u Paula Durand-Ruela potřetí, tentokrát společně s Nabisty. Jeho mecenáš, hrabě Robert de Domecy ho v roce 1900 doprovázel na cestě po Itálii. 

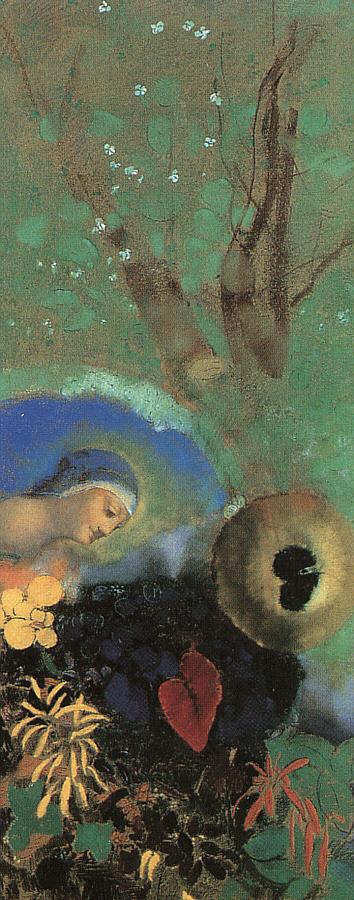
Pocta Leonardu da Vinci, asi 1908, pastel, 145×63 cm, Stedelijk Museum Amsterdam

Na začátku 20. století došel uznání i od státu. Roku 1903 mu byl udělen Řád čestné legie a o rok později bylo pro státní galerii zakoupeno jeho první dílo, Zavřené oči z roku 1890. V témže roce pomáhal se zakládáním Podzimního salonu, v němž mu byl v roce 1904 vyhrazen celý jeden sál s 62 díly. Poslední stěhování v Paříži absolvoval Redon roku 1905, a to na avenue de Wagram č. 129. Roku 1907 se pokusil opatřit si finanční prostředky na zpětný odkup Peyrelebade. Uspořádal veřejnou aukci 53 svých olejomaleb, akvarelů, pastelů a kreseb. Potřebný obnos však nezískal. S dalším ze svých mecenášů, Arthurem Fontainem, navštívil roku 1908 Benátky. Od roku 1909 trávil léto v Bièvres u Paříže ve vile, kterou původně vlastnila Juliette Dodou, nevlastní sestra jeho manželky.
V roce 1913 došlo jeho dílo uznání i v zámoří. Na proslulé výstavě Armory Show, která byla první komplexní výstavou moderního umění v Americe a na které se představili i malíři z Evropy, představil Redon 40 děl. Ještě v roce 1914 navštívil Holandsko. Zemřel 6. července 1916 v Paříži, pohřben je v Bièvres.
Redonovi měli dva syny. První z nich, Jean, narozený roku 1886, zemřel již po půl roce. O tři léta později se narodil Ari (1889–1972). Umělec vytvořil několik jeho portrétů. Ari byl na začátku první světové války odveden k ženistům. Jeho otec, který se o syna bytostně strachoval, se jeho návratu z fronty nedočkal. Ari Redon pečoval o výtvarný a literární odkaz svého otce a odkázal malířova díla, která zůstala v majetku rodiny, státu.

## Redon a Čechy
Zásluhu na kontaktech Redona s českým prostředím má Zdenka Braunerová, jejíž sestra byla provdána za Élémira Bourgese jednoho z Redonových přátel. Při svých pobytech v Paříži často Redonovy navštěvovala a postupně k nim uvedla i Julia Zeyera, Viléma Mrštíka a Miloše Martena, který se s malířem sblížil nejvíce. Po Arnoštu Procházkovi byl Marten druhý, kdo v Čechách o Redonovi psal. Další byla v roce 1912 Kamilla Neumannová, která vydala v edici Umělecké monografie soubor dvanácti reprodukcí Redonových děl. Národní galerie v Praze má ve svých sbírkách album šesti litografií Edgaru Poeovi a další tři litografie z let 1894–1896, Památník národního písemnictví vlastní dvě litografie a lept rovněž z 90. let.

## Dílo

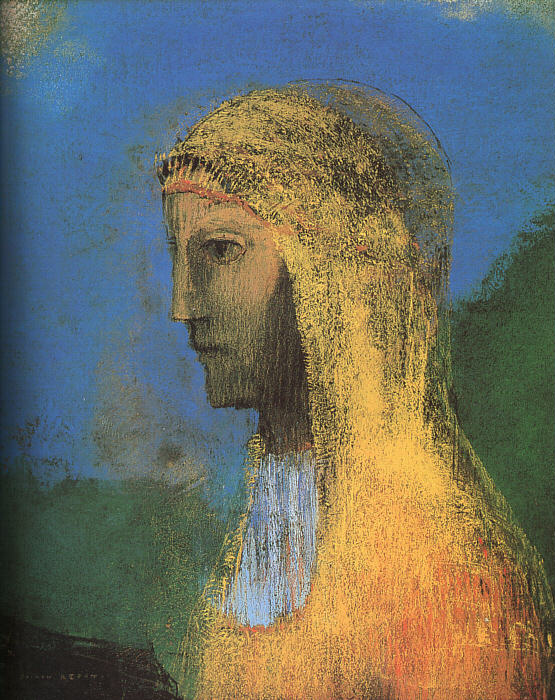
Druidka, asi 1893, uhel a pastel, 39,4×34,4 cm, The Ian Woodner Family Collection, New York

Redonovo dílo nelze zařadit do žádného z proudů soudobého malířství, ať už to byl realismus, klasicismus, hnutí nabistů, barbizonská škola nebo impresionismus. Představuje solitér, který nelze jednoznačně zařadit do nějaké kategorie. S mnoha malíři z vyjmenovaných směrů však vystavoval a pojily ho s nimi přátelské vazby.
Redon byl vzdělaný a sečtělý člověk. Jeho tvorbu ovlivňovala nejen vlastní imaginace, ale i literatura, přírodověda a zejména hudba, které byl vášnivě oddán. Důležitou inspirativní roli pro něj hrál sen, proto bývá někdy považován za předchůdce surrealismu. Redon byl v blízkém kontaktu se symbolistickými básníky, k jejichž básním má jeho vidění světa blízko. Je také nazýván prvním moderním malířem pocitů úzkosti a nevědomí. Náměty čerpal z antické mytologie, křesťanství i středověkých bestiářů. Jeho literární lásky lze vyčíst z názvů deseti litografických alb, která vydal v průběhu let 1879–1899. Používal více technik: vedle oleje i kresby uhlem, kvaš, pastel, temperu a litografii. Své práce, z nichž mnohé jsou rozptýleny v soukromých sbírkách, datoval jen málokdy, takže je obtížné zjistit dobu jejich vzniku. Nicméně lze v jeho tvorbě rozlišit dvě základní etapy. Zhruba do roku 1890 v jeho uhlokresbách a grafikách dominovala černá barva, kterou Redon považoval za základní. Práce vzniklé do této doby se tradičně nazývají noirs – černá díla. Po narození druhého syna, Ariho, malíř svůj způsob tvorby přehodnotil a jeho hlavní malířskou technikou se stal pastel. Postupně mizí fantaskní bytosti znázorňované v noirs. Dílo se stává lyričtější, Redon začal používat všechny barvy spektra. Jeho způsob nakládání s barvou a světlem byl natolik svébytný, že inspiroval i fauvisty. Do konce života se již k noirs nevrátil.

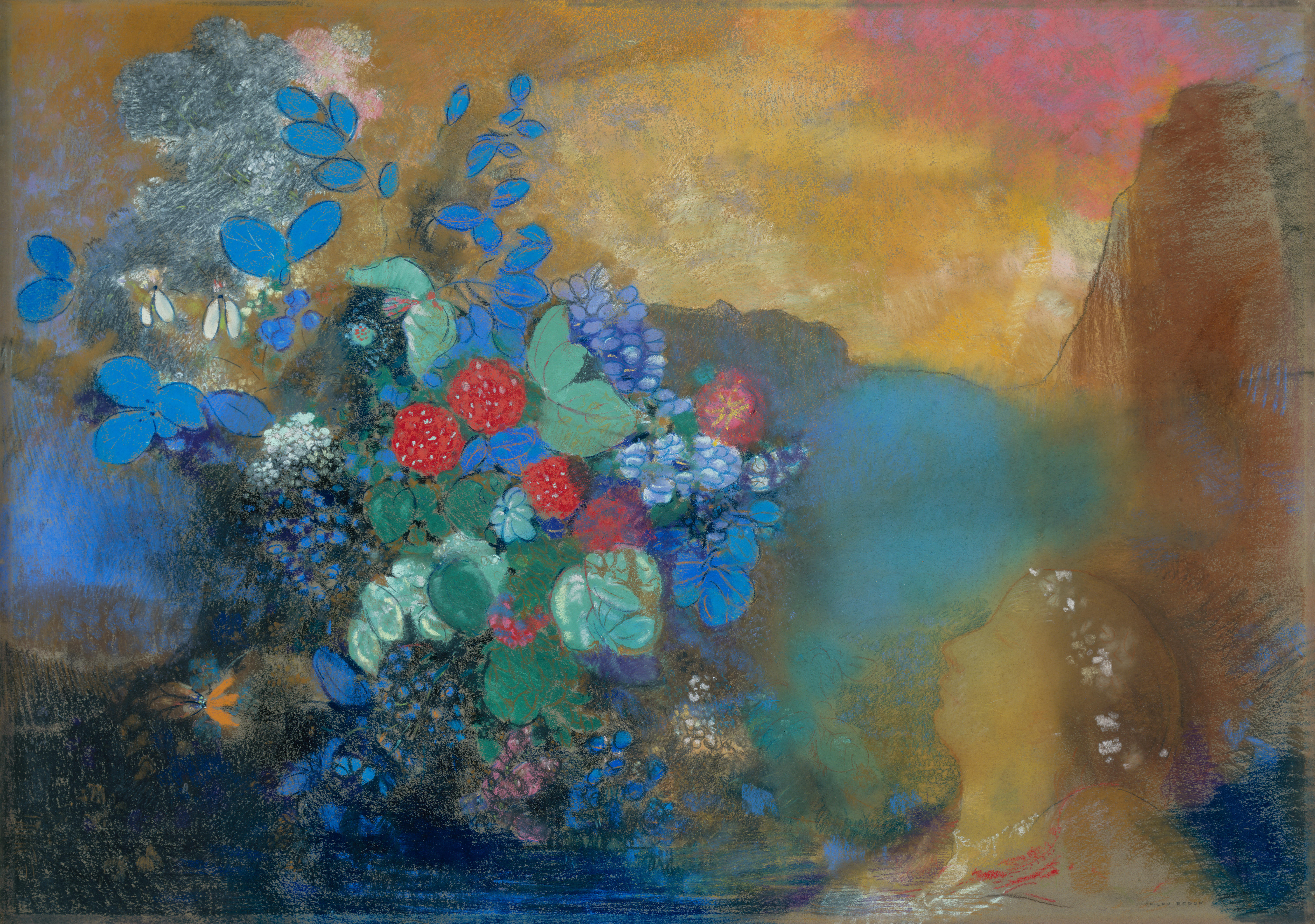
Ofélie mezi květinami, pastel, 64×91 cm, National Gallery, London

Redon se uplatnil i v oblasti dekorativní a nástěnné malby. V Paříži vyzdobil roku 1901 dům hudebního skladatele Ernesta Chaussona, o rok později pracoval v domě svého mecenáše, hraběte Robereta de Domecy, v Domecy-sur-Cure v Burgundsku. Na objednávku přítele, malíře Gustava Fayeta, vyzdobil v roce 1910 stěny knihovny opatství Fontfroide u Narbonne, mj. panelem s názvem Noc. Po roce 1907 se zabýval i dekorativními pracemi, mj. kreslil návrhy pro státní gobelínové dílny.
Dílo Odilona Redona bylo inspirováno také hudbou. Sledoval tvorbu Richarda Wagnera. Dále jeho oblíbenými skladateli byli Mozart, Beethoven a zejména Schuman. Tomu věnoval v roce 1904 pastel na jeho počest. Schumanův portrét se objevuje také v panelu se jménem Noc.

### Alba litografií
- Ve snu, 1879
- Edgaru Poeovi, 1882
- Počátky, 1883
- Pocta Goyovi, 1885
- Noc, 1886
- Pokušení svatého Antonína, 1888, 1896
- Gustavu Flaubertovi, 1889
- Květy zla, 1890
- Sny, 1891
- Zjevení svatého Jana, 1899

## Galerie

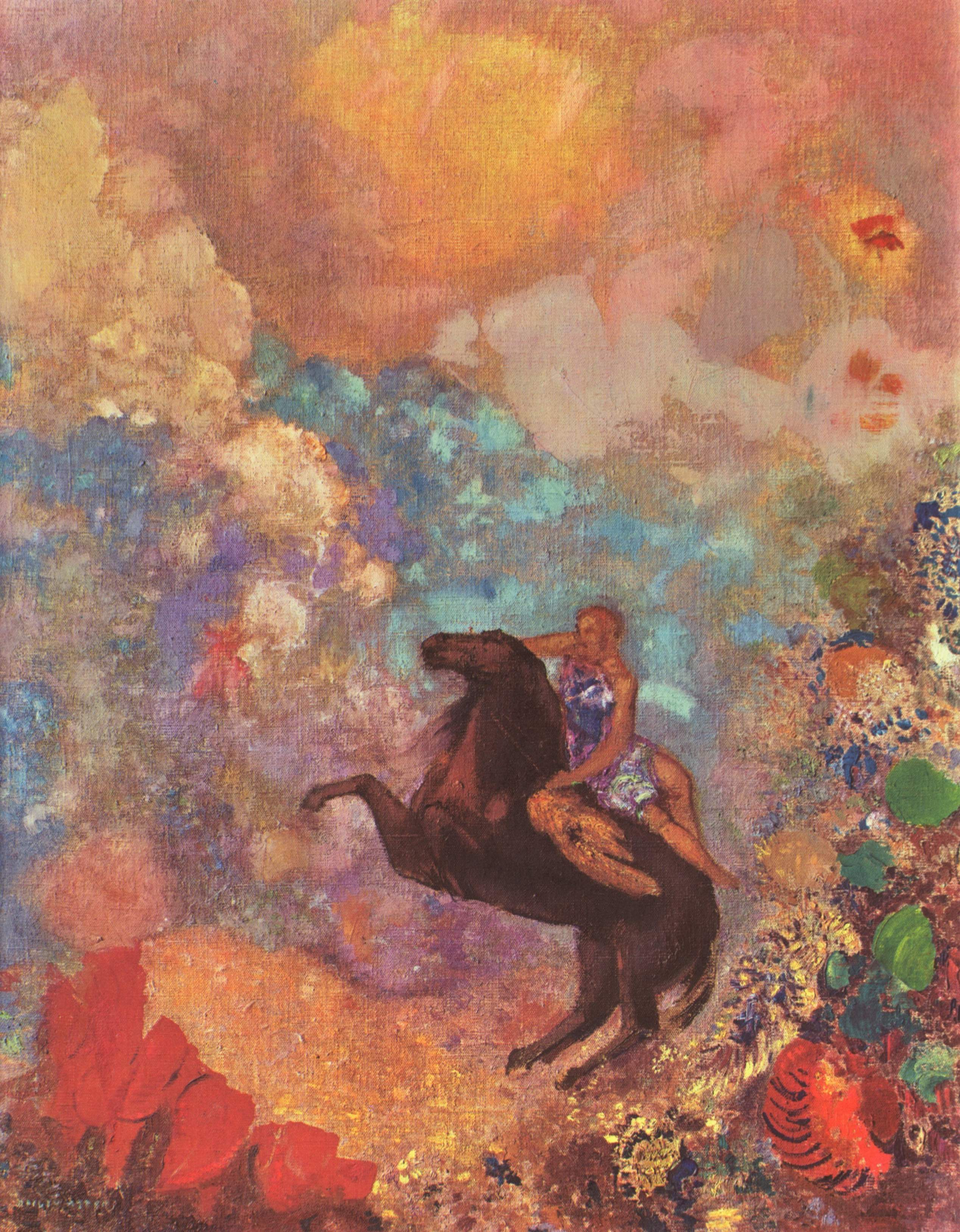
Múza na Pegasu, kolem 1900, olejomalba, 73×54 cm, soukromá sbírka,Paříž
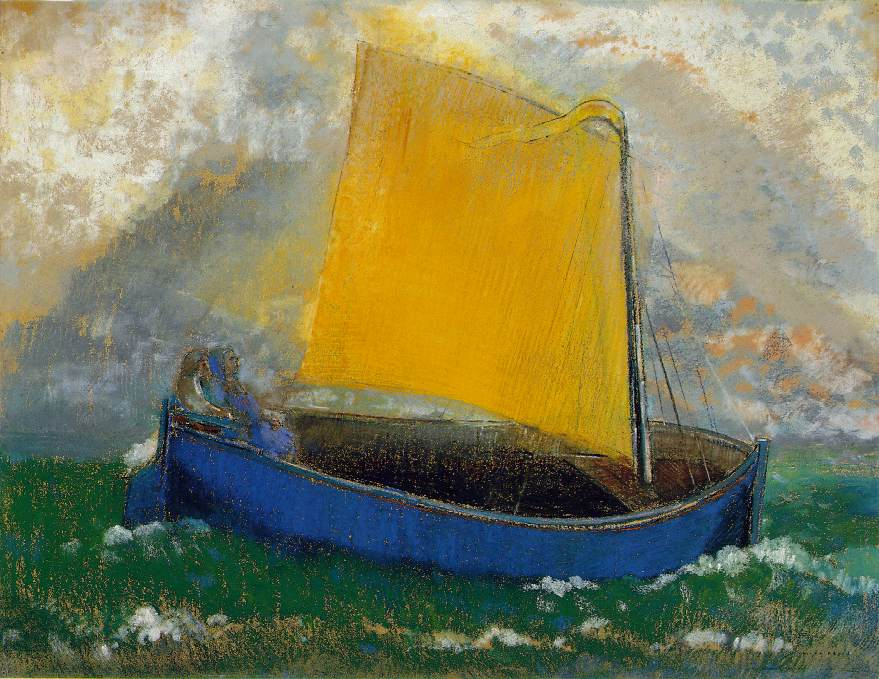
Mystická bárka, mezi 1890–1895, pastel, 52×65cm, The Ian Woodner Family Collection, New York
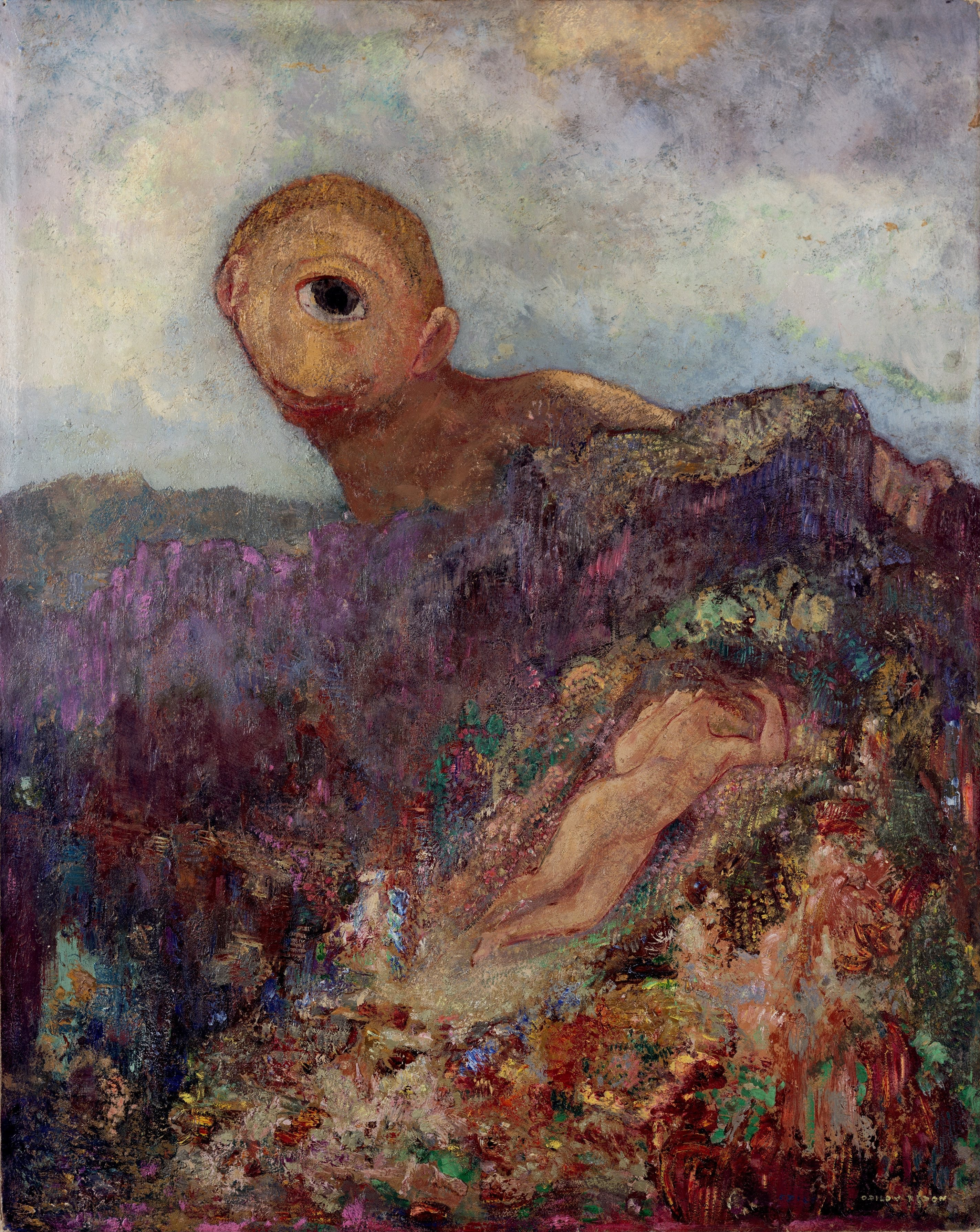
Galatea s kyklopem Polyfémem, mezi 1895–1900, olejomalba, 64×51 cm, Kröller-Müller Museum, Otterlo
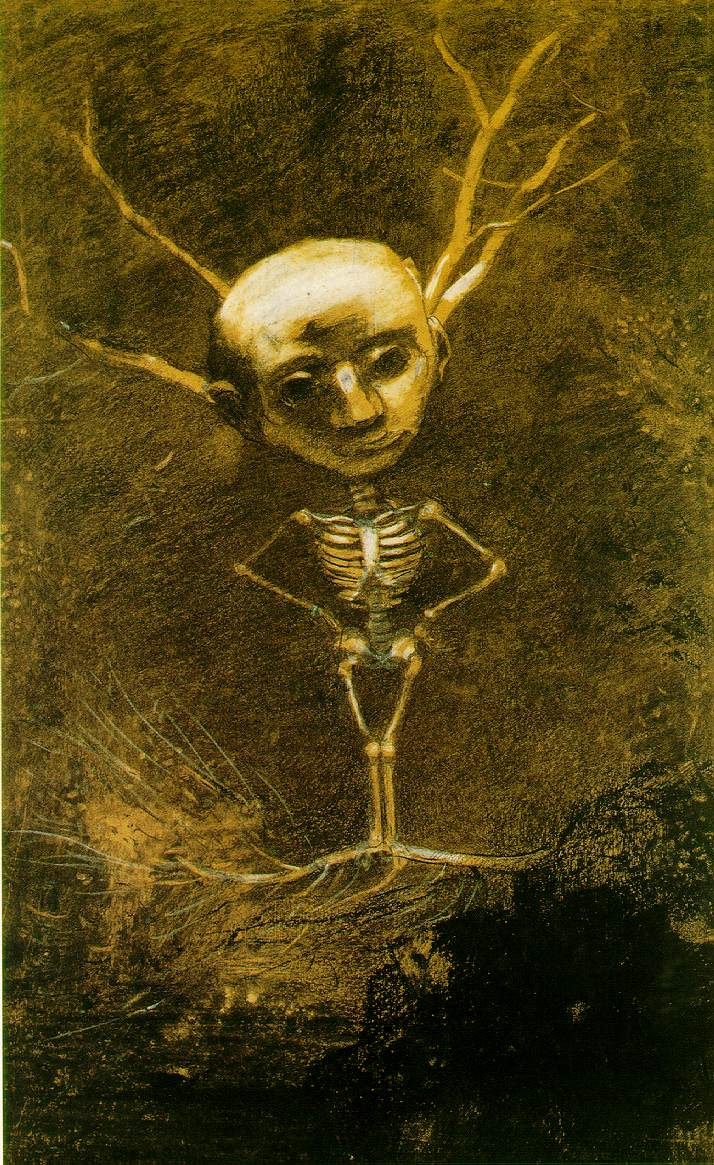
Kostra, nebo Mezi labyrintem větví se objevila bledá postava, 1880, uhel a bílá křída, The Ian Woodner Family Collection, New York
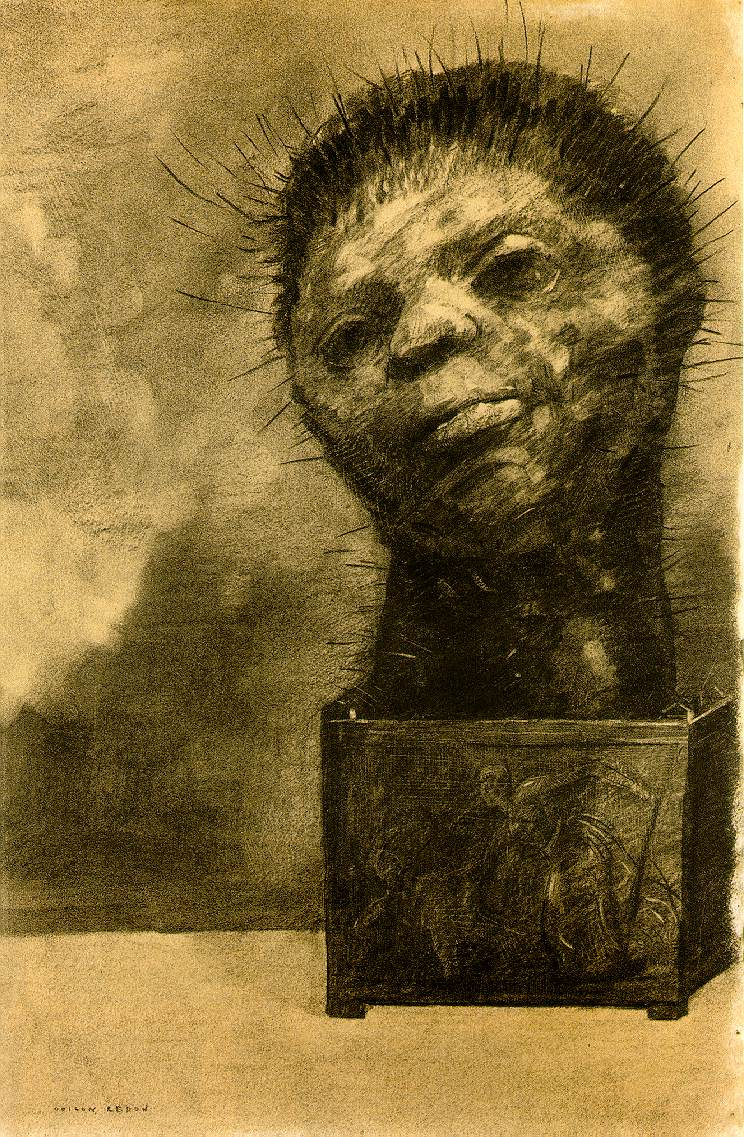
Muž-kaktus, mezi 1881 a 1882, uhlokresba, 46,5×31,5 cm, The Ian Woodner Family Collection, New York